# Birżebbuġa
Birżebbuġa – jedna z jednostek administracyjnych na Malcie. Mieszka tutaj 9 736 osób. Leży nad zatokami Pretty Bay i St. George's Bay. Funkcjonuje tu park przemysłowy Ħal Far oraz międzynarodowy port morski Malta Freeport. W miejscowości znajduje się również fabryka Playmobil, która udostępnia również atrakcje dla turystów w postaci sali zabaw Playmobil Funpark.

## Zabytki
W miejscowości znajduje się kilka zabytków, m.in. 
- Għar Dalam, muzeum i jaskinia z czasów prehistorycznych
- Kościół św. Jerzego[6]
- Kościół parafialny św. Piotra w Okowach[7]
- Kaplica Świętej Rodziny[8]
- Fort Benghisa
- Bateria Pinto[9]
- Bateria Ferretti
- Reduta św. Jerzego
- Borġ in-Nadur, ruiny megalitycznej świątyni

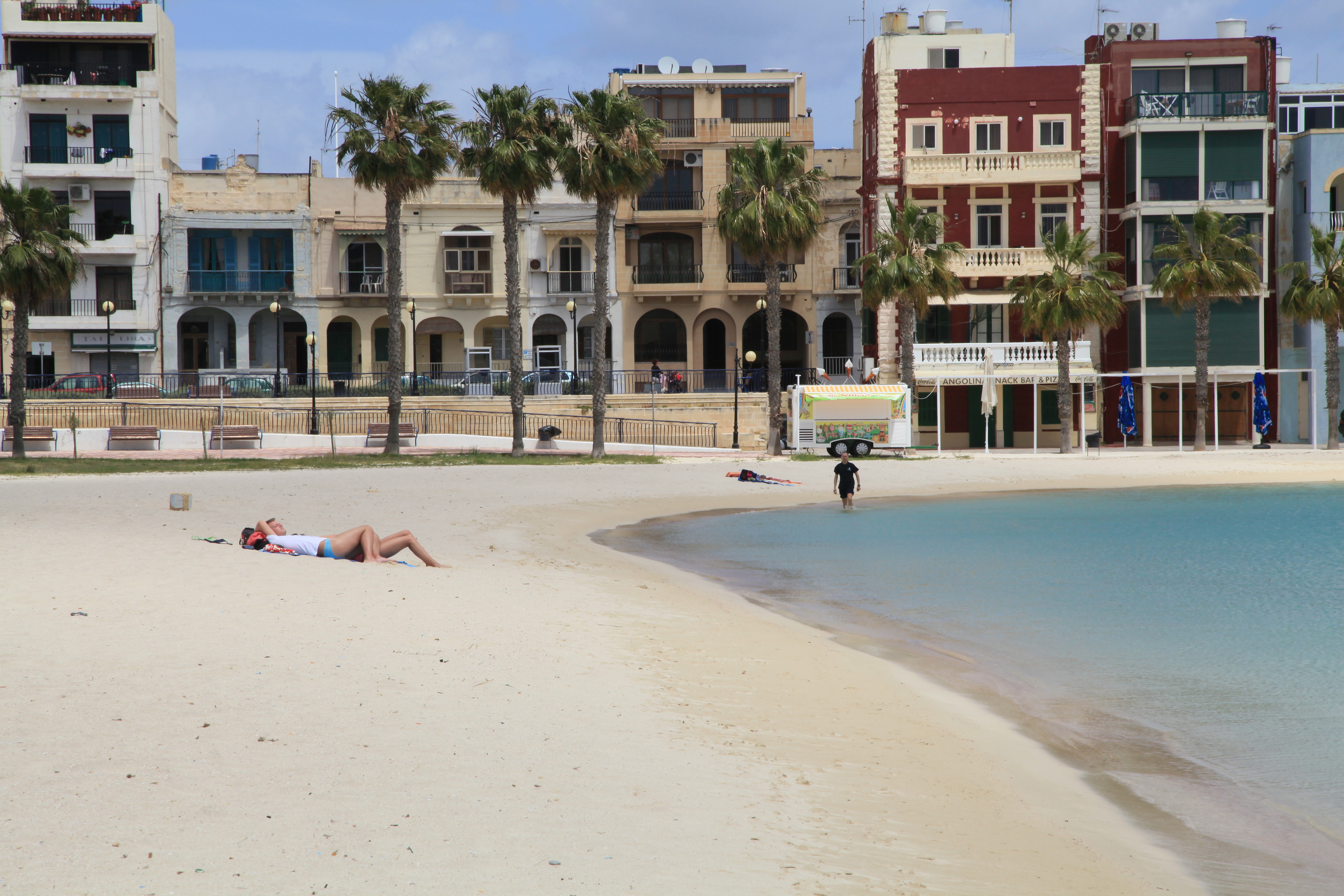
Plaża przy zatoce Pretty Bay
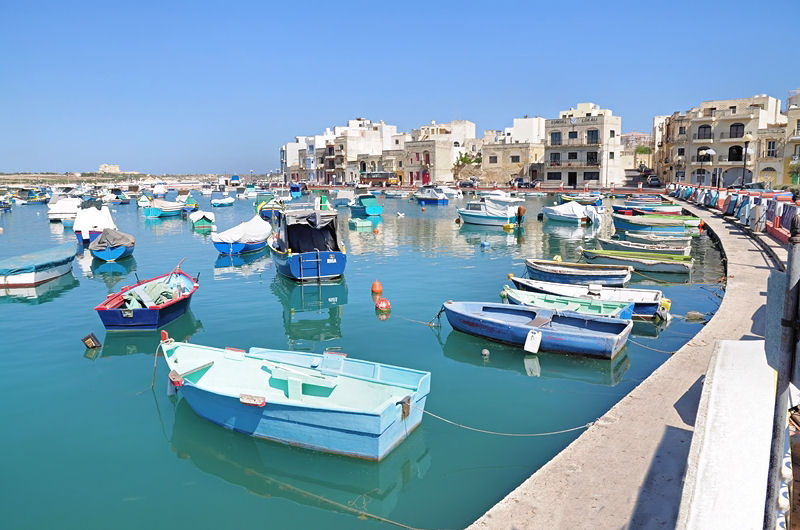
Zatoka St. George's Bay
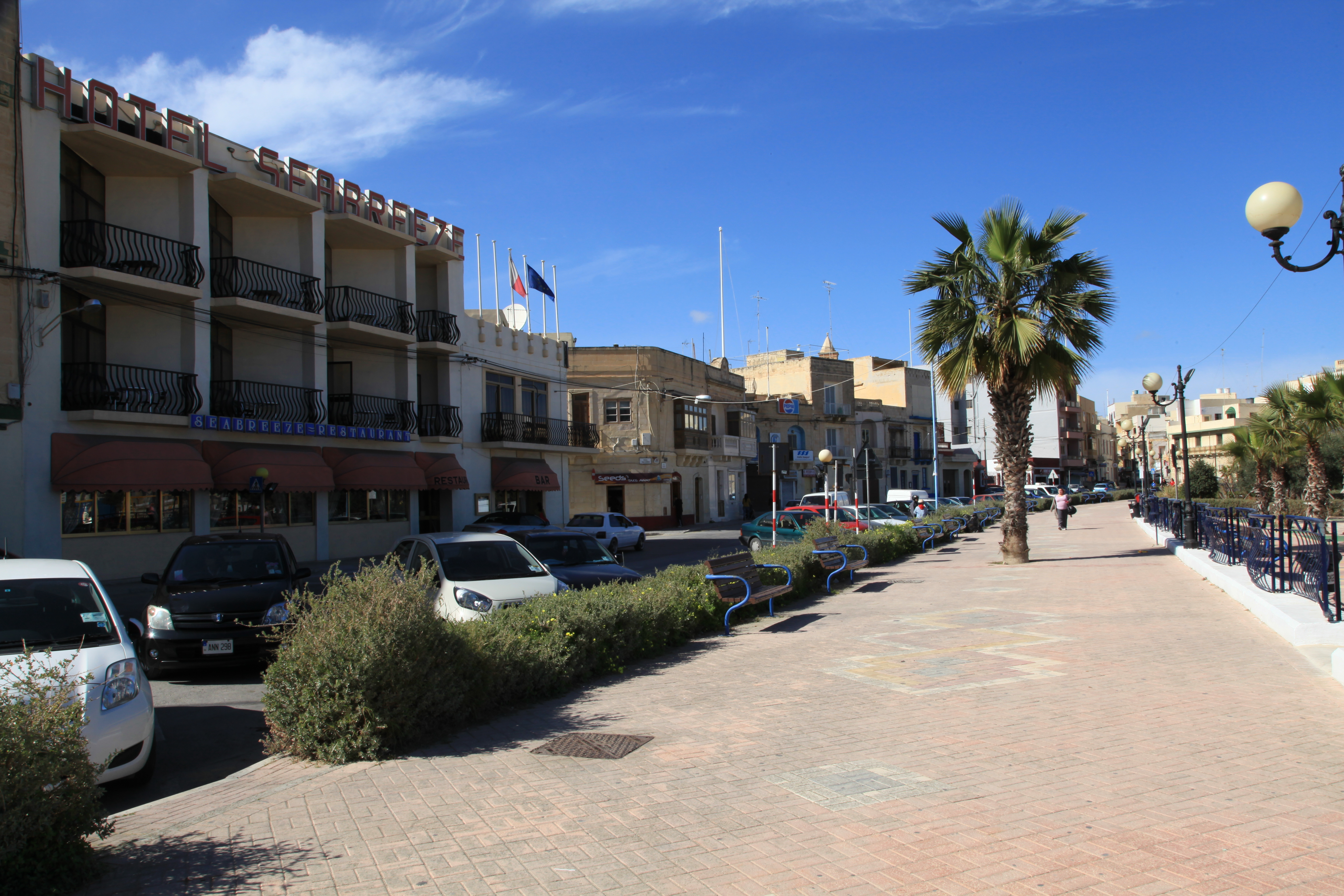
Ulica Triq il-Bajja s-Sabiha
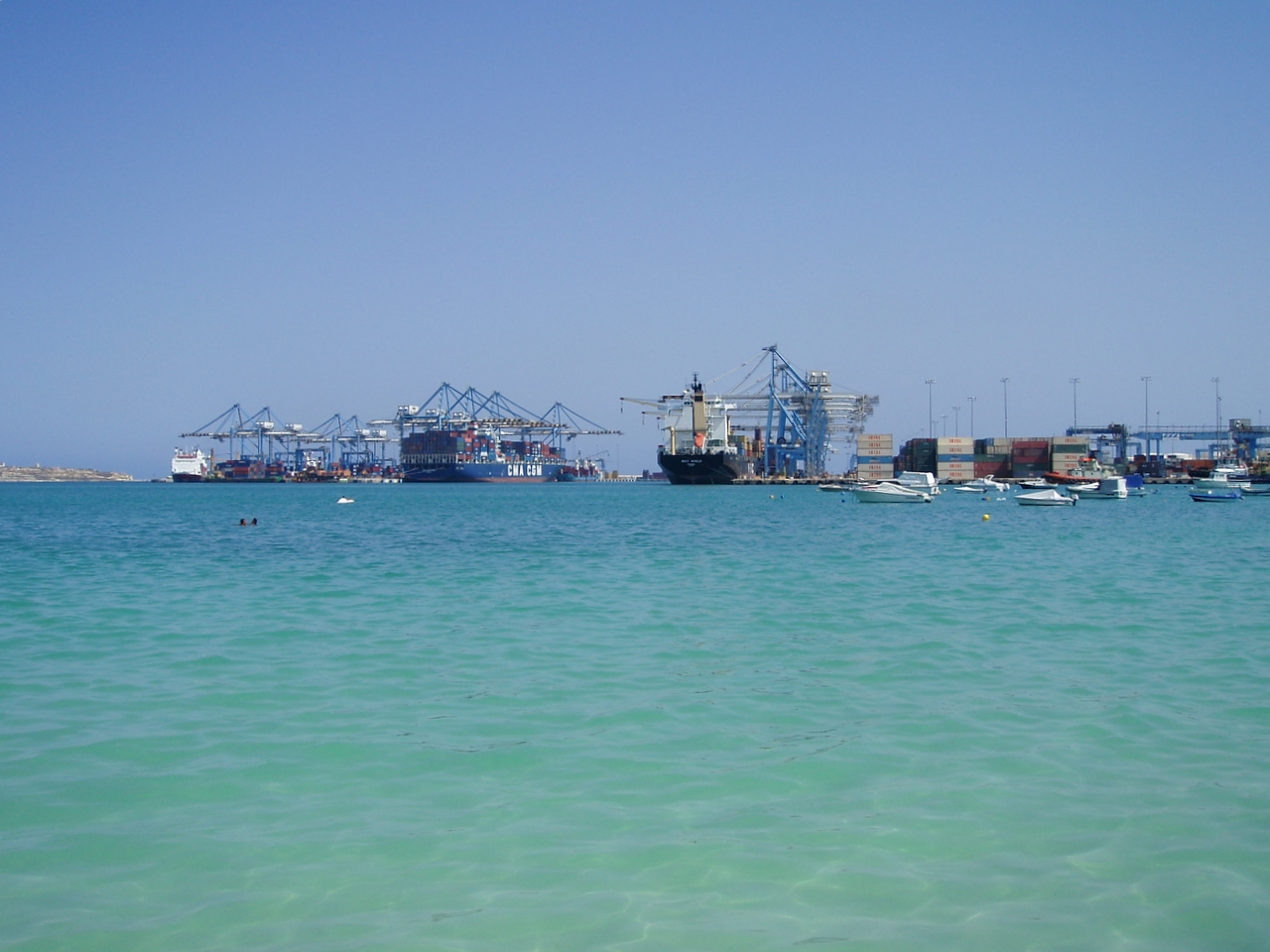
Malta Freeport
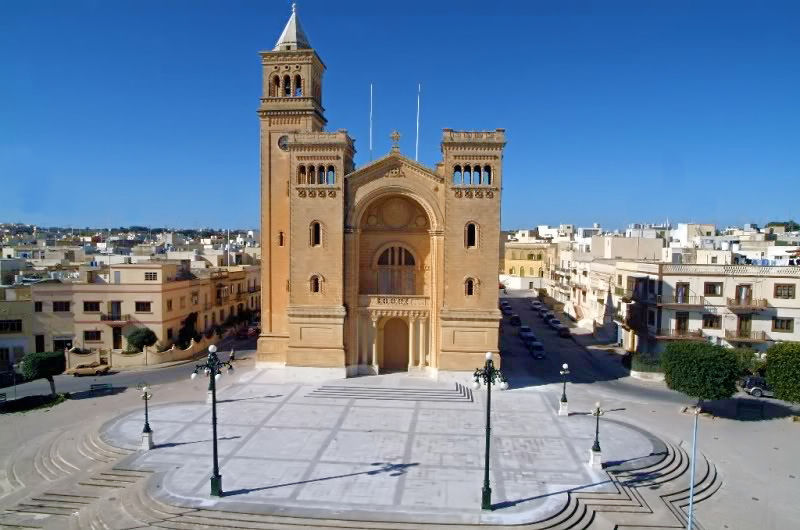
Kościół parafialny św. Piotra
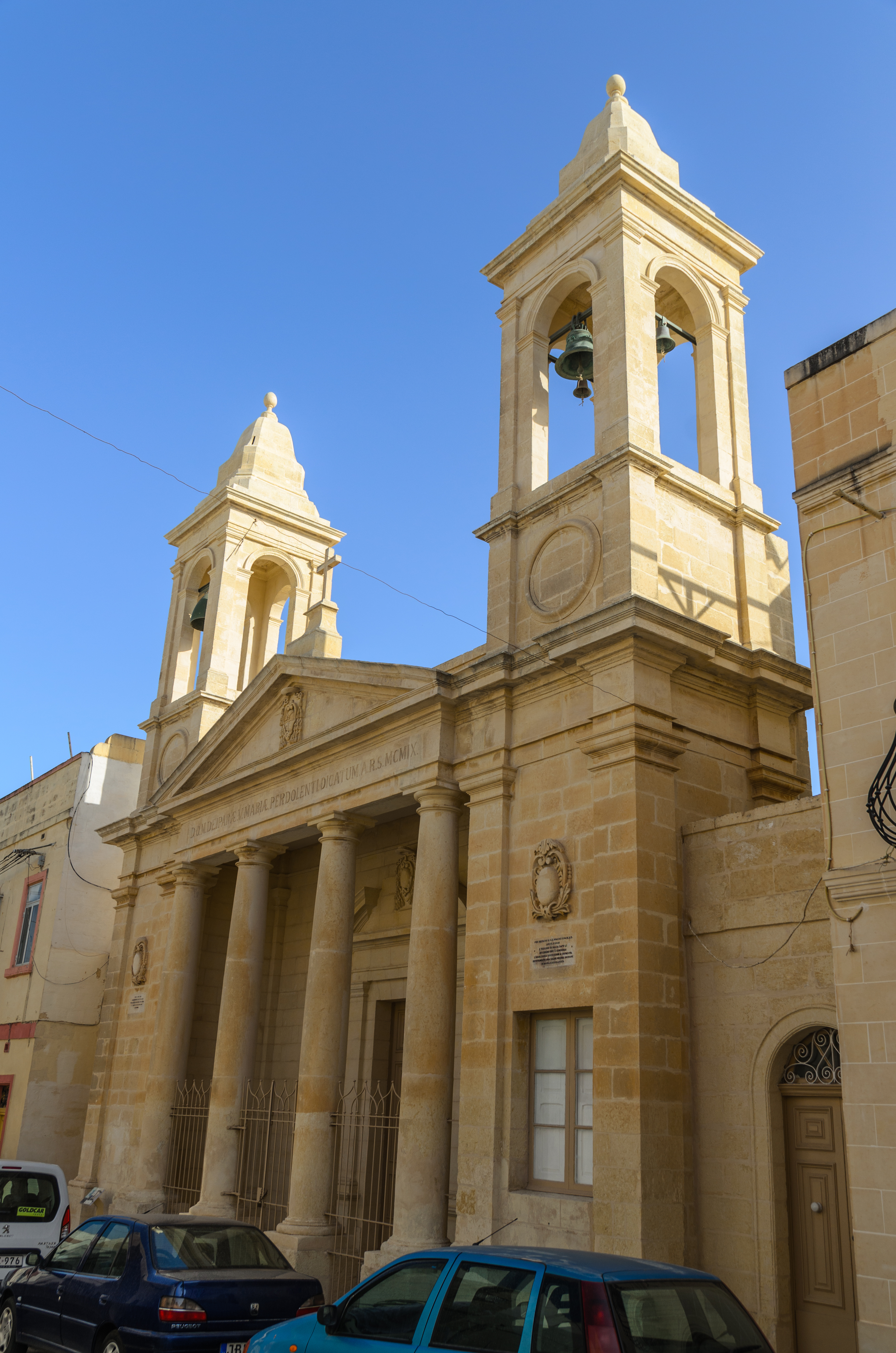
Kościół Matki Boskiej Bolesnej
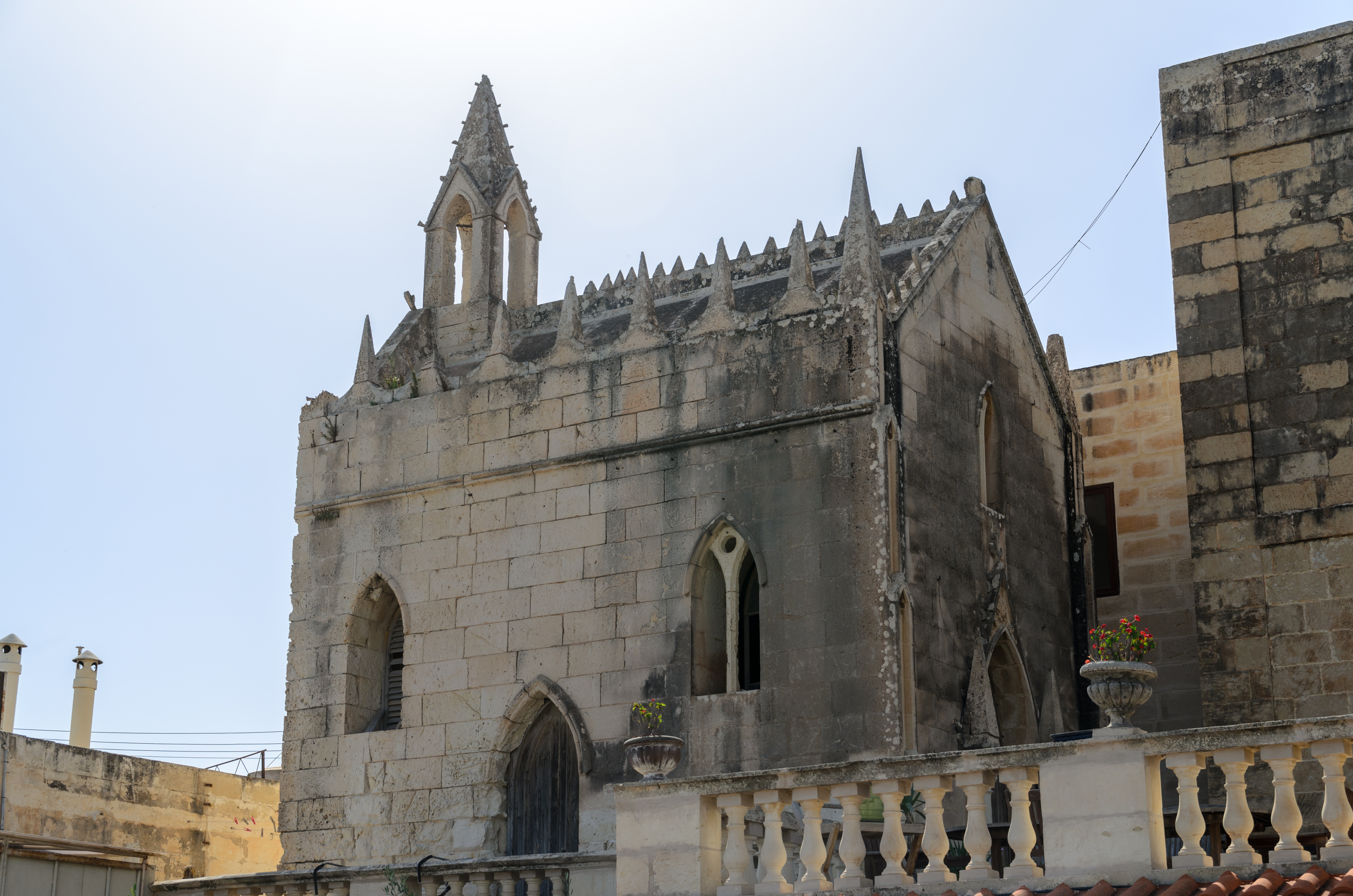
St. Joseph's Chapel
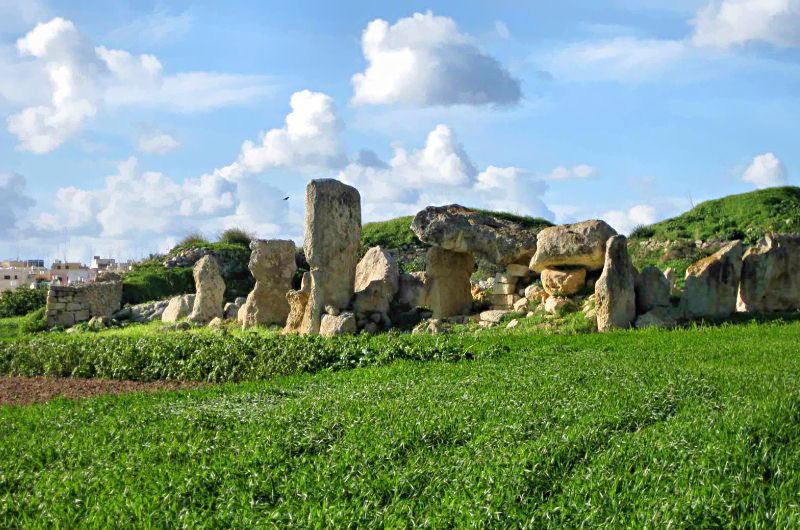
Borġ in-Nadur
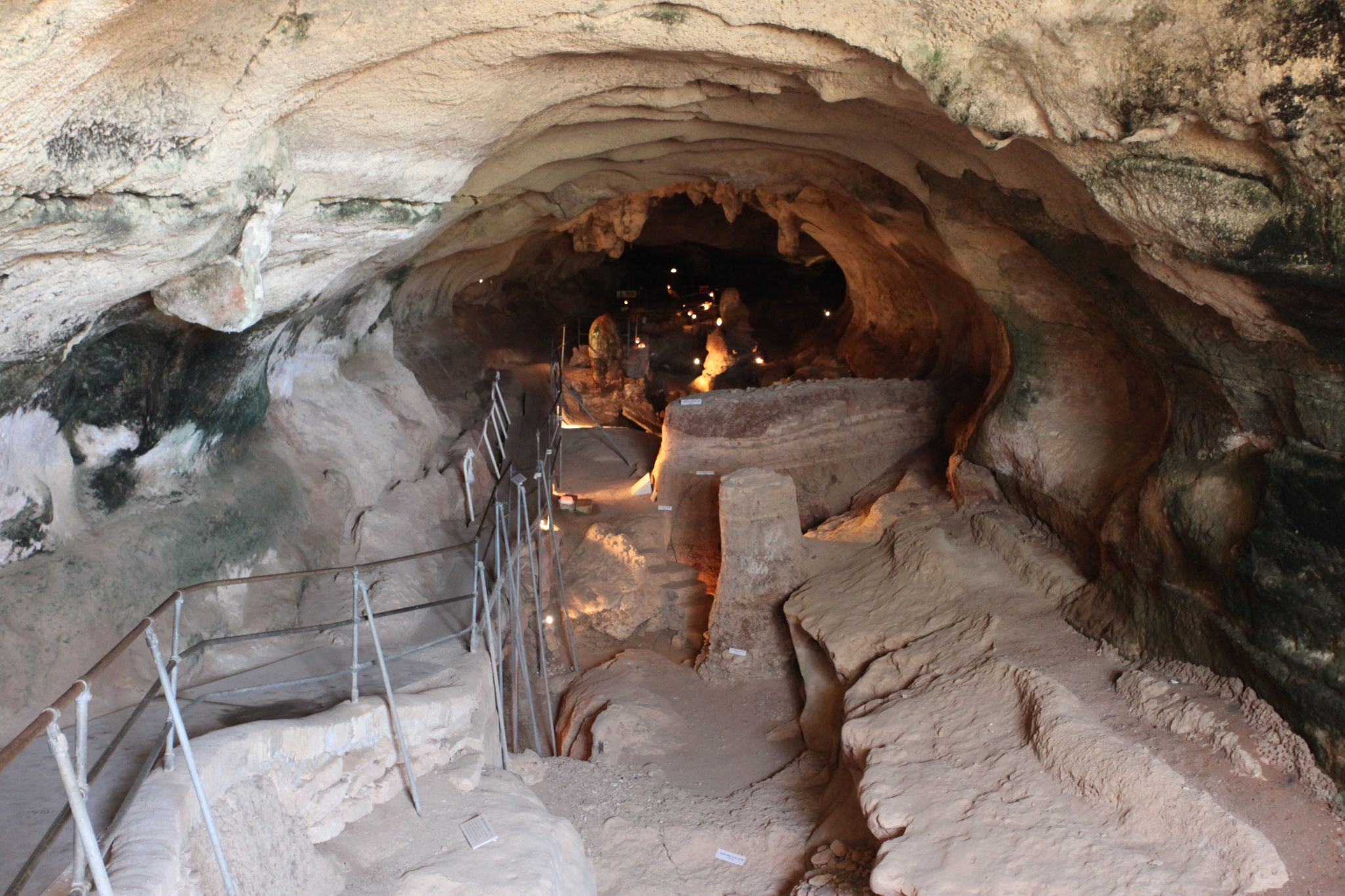
Jaskinia Għar Dalam
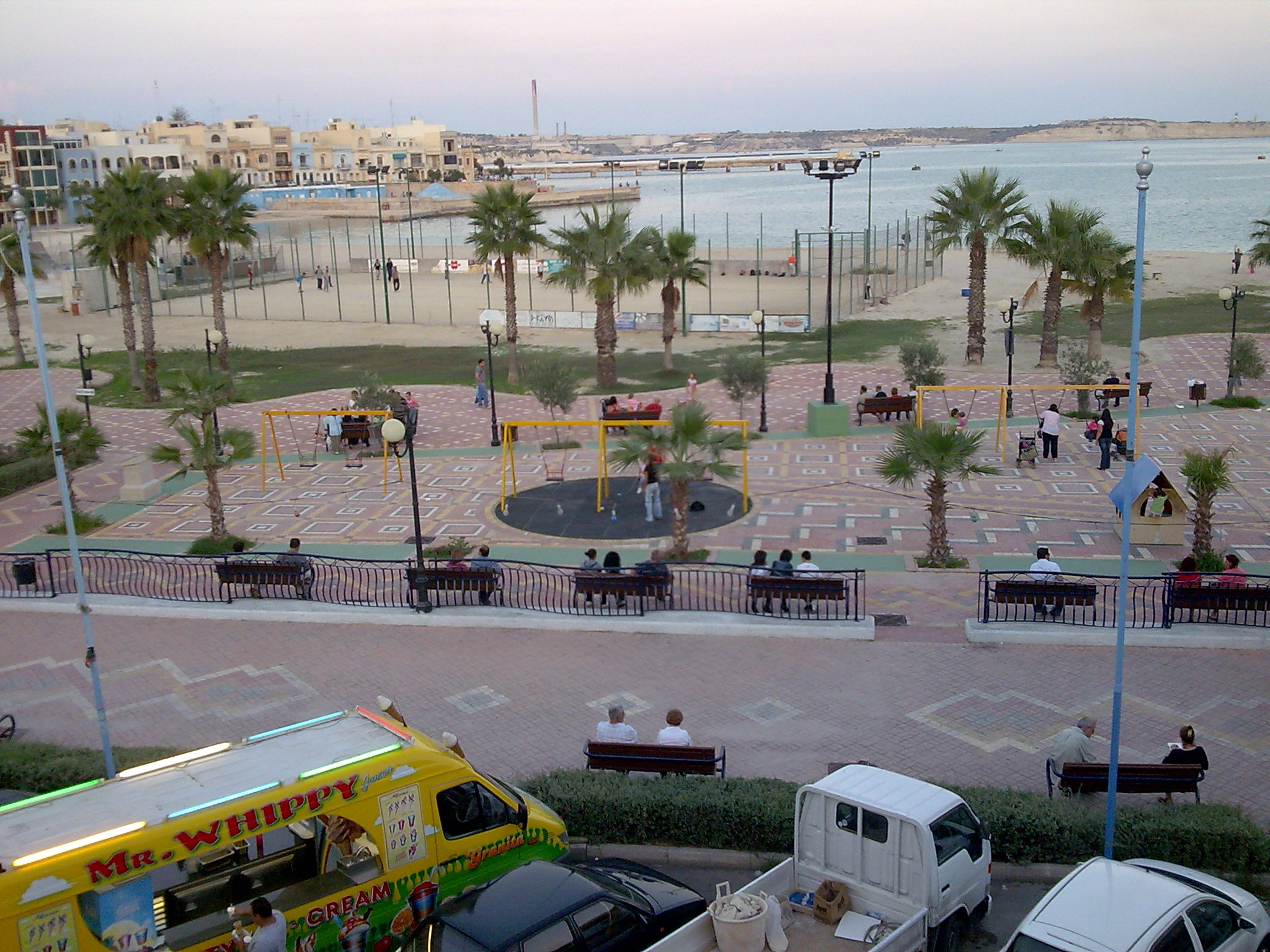
Skwer Ġnien Mons. Ġużeppi Minuti

## Sport
W miejscowości funkcjonuje klub piłkarski Birżebbuġa St. Peter's F.C. Powstał w 1946 roku. Obecnie gra w Maltese Second Division, trzeciej w hierarchii ligowej.